# Acrodontium hydnicola
Acrodontium hydnicola är en svampart som först beskrevs av Peck, och fick sitt nu gällande namn av de Hoog 1972. Acrodontium hydnicola ingår i släktet Acrodontium, divisionen sporsäcksvampar och riket svampar.   Inga underarter finns listade i Catalogue of Life.